# Сохоцин (гмина)
Сохоцин (пол. Sochocin) — городско-сельская гмина (волость) в Польше, входит как административная единица в Плоньский повет, Мазовецкое воеводство. Население — 5766 человек (на 2004 год). Административный центр — город Сохоцин.

## Демография
| Перепись                       | Всего   | Всего | Женщины | Женщины | Мужчины | Мужчины |
| ------------------------------ | ------- | ----- | ------- | ------- | ------- | ------- |
| Единицы                        | человек | %     | человек | %       | человек | %       |
| Население                      | 5766    | 100   | 2901    | 50,3    | 2865    | 49,7    |
| Плотность населения (чел./км²) | 48,2    | 48,2  | 24,2    | 24,2    | 23,9    | 23,9    |

## Сельские округа
1. Бараки
2. Беле
3. Боленцин
4. Буды-Гутажевске
5. Цемнево
6. Дрожджин
7. Громадзын
8. Гутажево
9. Идзиковице
10. Йенджеево
11. Кемпа
12. Колишево
13. Колозомб
14. Кондраец
15. Колёня-Сохоцин
16. Кухары-Крулевске
17. Кухары-Жыдовске
18. Милево
19. Невикля
20. Подсмардзево
21. Жи
22. Смардзево
23. Слеповроны
24. Выцинки
25. Вежбувец
26. Желехы

## Соседние гмины
1. Гмина Бабошево
2. Гмина Глиноецк
3. Гмина Йонец
4. Гмина Нове-Място
5. Гмина Ойжень
6. Гмина Плоньск
7. Гмина Соньск